# Coridomorpha stella
Coridomorpha stella är en fjärilsart som beskrevs av Edward Meyrick 1914. Coridomorpha stella ingår i släktet Coridomorpha och familjen plattmalar. Inga underarter finns listade i Catalogue of Life.